# Herman Tromp
Hermanus Adrianus (Herman) Tromp (Schoonhoven, 27 mei 1874 - Eindhoven, 17 februari 1953) was een Nederlands voormalig voetbalscheidsrechter die driemaal een internationale wedstrijd floot.

## Interlands
| Datum        | Plaats                 | Wedstrijd           | Uitslag | Competitie        | Kreeg geel | Kreeg voor de tweede keer geel en dus rood | Weggestuurd |
| ------------ | ---------------------- | ------------------- | ------- | ----------------- | ---------- | ------------------------------------------ | ----------- |
| 10 juni 1914 | Solna, Zweden          | Zweden – Engeland   | 1 – 5   | Vriendschappelijk | 0          | 0                                          | 0           |
| 6 juni 1915  | Kopenhagen, Denemarken | Denemarken – Zweden | 2 – 0   | Vriendschappelijk | 0          | 0                                          | 0           |
| 4 juni 1916  | Kopenhagen, Denemarken | Denemarken – Zweden | 2 – 0   | Vriendschappelijk | 0          | 0                                          | 0           |

Bijgewerkt t/m 27 januari 2014
Herman Tromp was de vader van Theo Tromp.